# Lenisa geminipuncta
Nonagrie des Marais
Espèce
La Nonagrie des Marais (Lenisa geminipuncta) est une espèce de lépidoptères de la famille des Noctuidae.

## Systématique
Le nom scientifique complet (avec auteur) de ce taxon est Lenisa geminipuncta (Haworth, 1809).
L'espèce a été initialement classée dans le genre Noctua sous le protonyme Noctua geminipuncta Haworth, 1809.
Ce taxon porte en français les noms vernaculaires ou normalisés suivants : La Nonagrie des Marais, Nonagrie des Marais (La).
Lenisa geminipuncta a pour synonymes :
- Lenissa geminipuncta (Haworth, 1809)
- Noctua geminipuncta Haworth, 1809